# シルヴィウ・ルング
シルヴィウ・ルング（Silviu Lung、ルーマニア語発音: [ˈsilvju luŋɡ]、1956年9月9日 - ）は、ルーマニア出身のサッカー選手、サッカー指導者。ポジションはゴールキーパー。元サッカールーマニア代表選手。息子のティベリウ・ルング、シルヴィウ・ルング・ジュニアもサッカー選手（ゴールキーパー）であり、いずれもルーマニア代表経験を持つ。

## 経歴

### 選手時代
サトゥ・マーレのスンミクラウシュに生まれる。1974年にウニヴェルシタテア・クラヨーヴァにてディヴィジアAにデビューする。ウニヴェルシタテアに14シーズン在籍し、2つのリーグタイトルを獲得した。1984年にルーマニア年間最優秀選手に選ばれた。
1988年にステアウア・ブカレストに移籍し、1年目にリーグタイトルを獲得。1988-89シーズンのヨーロピアンカップで決勝に進んだが、ACミランに4-0で敗れた。
スペインのCDログロニェスを経て、1992-93シーズンにウニヴェルシタテアに復帰、1994年に引退した。
ルーマニア代表としては、1979年から1993年にかけて77試合に出場。ユーロ1984、1990 FIFAワールドカップのルーマニア代表メンバーに選ばれ、後者ではキャプテンとして4試合すべてに出場した。

### 指導者時代
引退後は指導者としてのキャリアをスタートさせ、アシスタントコーチまたはゴールキーパーコーチとしてFCUクラヨーヴァ、ナツィオナル・ブカレスト、日本の名古屋グランパスエイト、パンドゥリイ・トゥルグ・ジウ、アストラ・プロイェシュティ、ウニヴェルシタテア・クラヨーヴァ、コンコルディア・キアジナに在籍した。名古屋では1999年8月から2001年7月まで育成普及部コーチ、2001年7月から2002年までトップチームのGKコーチを務めた。
監督としては、1994年にモロッコのオリンピック・ドゥ・カサブランカ、1995年から1997年までCSミネルル・モトル、2017年からリーガ3のCSOフィリアシを率いる。